# Ali Mabkhout
Ali Ahmed Mabkhout Mohsen Omaran Alhajeri (Arabisch: علي احمد مبخوت محسن عمران الهاجري; Abu Dhabi, 5 oktober 1990) is een voetballer uit de Verenigde Arabische Emiraten die doorgaans speelt als spits. In juli 2024 verruilde hij Al-Jazira voor Al-Nasr. Hij debuteerde in 2012 in het voetbalelftal van de Verenigde Arabische Emiraten.

## Clubcarrière
Mabkhout speelde in de jeugdopleiding van Al-Jazira. In 2008 werd hij doorgeschoven naar het eerste elftal. Hij stroomde een elftal in waarin Ricardo Oliveira de spits was. Jaren vormden de twee een duo voorin bij Al-Jazira. In 2011 werd de dubbel gepakt: de ploeg werd landskampioen en bekerwinnaar. Een jaar later won Al-Jazira de beker opnieuw. De aanvaller verkaste in de zomer van 2024 naar Al-Nasr.

## Interlandcarrière
Mabkhout debuteerde in het voetbalelftal van de Verenigde Arabische Emiraten op 25 november 2009 in een vriendschappelijke wedstrijd tegen Tsjechië (0–0). Hij viel tijdens dit duel in tijdens de rust. Zijn eerste doelpunt maakte hij op 14 november 2012, toen met 2–1 werd gewonnen van Estland. Op 16 oktober 2012 werd met 6–2 gewonnen van Bahrein en Mabkhout scoorde viermaal; hij was verantwoordelijk voor de eerste, tweede, vierde en vijfde treffer. Met de Emiraten nam hij in januari 2015 deel aan het Aziatisch kampioenschap voetbal 2015, waar de halve finale bereikt werd. In zes wedstrijden maakte Mabkhout vijf doelpunten.

## Erelijst
| Competitie                   |           |                           |           |           |
| Competitie                   | Aantal    | Jaren                     |           |           |
| Al-Jazira                    | Al-Jazira | Al-Jazira                 | Al-Jazira | Al-Jazira |
| ---------------------------- | --------- | ------------------------- | --------- | --------- |
| VAE Liga                     | 3         | 2010/11, 2016/17, 2020/21 |           |           |
| President's Cup              | 2         | 2010/11, 2011/12          |           |           |
| Verenigde Arabische Emiraten |           |                           |           |           |
| Golf Cup                     | 1         | 2013                      |           |           |